# 章句注疏之學
章句注疏之學又稱為注疏之學、傳注箋疏之學，是對中國古代典籍的含義做解釋的學問。先秦之時，諸子百家競立新說而不依傍他人，故尚無緊貼「經」文的「注疏」，但有闡發先哲著作文義的解釋作品，如《春秋左傳》，以及韓非子的〈解老〉、〈喻老〉之類。漢武帝立五經學官，學術風氣轉為獨尊儒術，儒家經典升格為「正典」，需要逐字逐句地研習，加上東漢孝廉又以經學取仕，促進了漢代注疏之學的發達。另一方面，由於語言發展、政治與文化的變遷，及口授、傳抄的錯誤等問題，漢代人已不能完全讀懂先秦時代的作品，故有一批經師專為這些古書作「注」。
到南北朝時代，漢注對後人亦有隔閡，於是又為漢注作解，稱為“疏”。唐代孔穎達作《五經正義》選錄前代之《注》，又為之作《疏》。以後“注”與“疏”相連，形成了章句注疏之學。漢代多為儒家經典作注，魏晉玄學興起後，為道家典籍作注者增多。佛教傳入後，除譯介外，中國僧人也為佛教經典作注，促進了佛教的中國化。
雖然注疏的目的在於解釋古代著作的詞句、義理，令今人能明白其意思，不過後代人對前代著作作章句注疏時，不僅有“述而不作”的一面，也會有“既述且作”，發明新義的一面。
在現代訓詁學中，訓詁之體式分為隨文釋義的「注疏」和通釋語義的「專著」兩類，前者如《十三經注疏》等，後者如《爾雅》、《說文》之類，這種分法起於段玉裁討論訓詁有「為傳注」與「造字書」之分別。

## 传注
传注是直接解释古籍正文的词语意义、典章制度、历史事实、思想内容的训诂体式:160。这类注释名称繁多，常见有诂、训、传、注、笺等。
- 诂、训侧重于字词、名物解释。其中，“诂”（通作“故”）侧重以今語释古语，“训”侧重用形象化的描绘来说明，但後世常常连用，不加区分[9]:283。如东汉张衡《周官训诂》（已佚）、南宋钱文子《诗训诂》等。
- 传指传述，原本指阐述儒家六经文义的书，如《左传》、《公羊传》、《穀梁传》、西汉毛亨《毛诗故训传》（故訓傳，為詁、訓、傳三種體裁之綜合）[10]等。後來“传”也用作一般的注释名称，如南宋朱熹《诗集传》。
- 注是注释的通称，如东汉郑玄《周官注》、《三礼注》等。西晋张华《博物志》说：“上代去先师近，解释经文皆曰传，传师说也。後代去师远，或失其传，故谓之注。注，下己意也。”唐孔颖达《春秋左传正义》说：“毛君、孔安国、馬融、王肅之徒，其所注书皆谓之传，郑玄则谓之注。”在《礼记·曲礼上第一》中又说：“注者，即解书之名。但释义之人多称为传，传谓传述为义。或亲承圣旨，或师儒相传，故云传。今谓之注者，谦也。”[9]:284可见“注”和“传”一脉相承，郑玄始称“注”，有谦下之意。
- 笺是表识的意思，对原注隐而不显、略而不详之处加以申发，或表达自己的看法，如郑玄《毛诗笺》等。

漢代人表示注解的書名，還有記、說、論、章句、微等，例如《詩》有《魯說》、《韓說》，《書》有《尚書歐陽章句》、《洪範五行傳論》（或題作《五行傳記》，解釋《洪範五行傳》），《春秋》有《公羊雜記》、《左氏微》。

## 义疏
义疏是兼释古籍正文与传注的训诂体式:160。义疏的词源义是“疏通其义”，又称疏、正義。疏是对原注的注。這種體裁出現於南北朝早期，其起源受到了僧人講解佛經的影響。從樹立官方學術的角度，歷代朝廷將其組織學者編寫的疏稱為“正義”。
疏與注的關係是“疏不破注”，即疏的思想內容不去破壞注的體系，只在注的框架內進一步講解。這一點只在南北朝、唐、宋成書疏中被遵守。清代以來的學者也作有很多名為“疏”的古籍注解，但已不遵守“疏不破注”的原則。
南宋以前注與疏分成二書刊行，南宋紹熙間三山黃唐始將注疏合刻。义疏类注释往往以某一个注本为基础，包含经传原文、注、疏等几部分，按顺序排列，有明显的标记相隔，如唐代贾公彦《周礼注疏》、南朝梁皇侃《论语义疏》、清朝劉寶楠《論語正義》等。

## 集解
集解是汇集各家对同一部经典的注释，有时也补充汇集者自己的阐释的训诂体式:160。名称有集解、集注等，如南宋朱熹《孟子集注》、《诗集传》等。
西晋杜预的《春秋经传集解》虽然也叫“集解”，实指集《春秋》之经、《左传》之传而解之，应属于传注类。

## 补注
补注是在注的基础上，选择一家较好的注本予以补充修订的训诂体式。:160名称有补、补疏、补释、补义、补正等，如北宋洪兴祖《楚辞补注》、清代王先谦《汉书补注》等。

## 章句
章句是以句子为基本训释单位，将字词训释嵌入句子的直译之中，进而分析句读、串讲文章、探讨章旨的训诂体式:160。“章句”是“离章辨句”的省称，着重于逐句逐章串讲、分析大意；不重解释词义，对字词的解释则隐含在句意的串讲之中。
汉代一些儒者治学从辨析章句入手，故章句体兴于汉。但汉儒用章句讲经大都支离烦琐，故被斥为“章句小儒”，一般人“羞为章句”。自汉以后，章句日汇渐亡佚。今仅存东汉赵岐的《孟子章句》和王逸的《楚辞章句》:285。

## 音义
音义是以辨音释义为本，也兼及比勘文字形体的训诂体式:160。名称有音训、音诂、音注、音解、音证、音隐、音释等，如唐代陆德明的《经典释义》中的《周易音义》、《尚书音义》等。

## 徵引
徵引是以勾稽故实、征引出处的方法来探讨文献中的词语源流、说解语义和阐明文意的训诂体式:160。如唐代李善《文选注》。

## 延伸阅读
[在维基数据编辑]